# Mareuil-sur-Cher
Mareuil-sur-Cher település Franciaországban, Loir-et-Cher megyében. Lakosainak száma 1155 fő (2022. január 1.). Mareuil-sur-Cher Céré-la-Ronde, Orbigny, Noyers-sur-Cher, Pouillé, Saint-Aignan, Saint-Romain-sur-Cher és Thésée községekkel határos.

## Népesség
A település népességének változása:
| Lakosok száma | 1033 | 963  | 977  | 1058 | 1131 | 1133 | 1142 | 1158 | 1159 | 1155 |
|               | 1968 | 1982 | 1990 | 2006 | 2013 | 2015 | 2017 | 2019 | 2020 | 2022 |